# Нуапада
Нуапада (англ. Nuapada) — город в индийском штате Орисса. Административный центр округа Нуапада. Средняя высота над уровнем моря — 328 метров. По данным всеиндийской переписи 2001 года, в городе проживало 7846 человек.